# Dorothea Mackellar
Isobel Marion Dorothea Mackellar (Point Piper, 1 de julho de 1885 – Paddington, 14 de janeiro de 1968) foi uma poetisa e escritora de ficção australiana. Seu poema My Country é amplamente conhecido na Austrália, especialmente sua segunda estrofe, que começa: "I love a sunburnt country/A land of sweeping plains,/Of ragged mountain ranges,/Of droughts and flooding rains".

## Vida
Terceira filha e única filha do médico e parlamentar Sir Charles Mackellar e sua esposa Marion Mackellar (nascida Buckland), filha de Thomas Buckland, ela nasceu na casa da família Dunara em Point Piper, Sydney, Austrália em 1885. Sua casa posterior foi Cintra em Darling Point (construída em 1882 por John Mackintosh para seu filho James), e em 1925, ela encomendou uma casa de verão (na verdade uma casa substancial com varanda com colunatas com vista para Pittwater), "Tarrangaua" em Lovett Bay, um local isolado em Pittwater acessível apenas por barco (esta casa é atualmente a residência da romancista e autora Susan Duncan e de seu marido, Bob Story, e aparece com destaque em vários livros de Susan). Mulher de posses independentes, ela publicou poesia e outras obras entre 1908 e 1926 e foi ativa na cena literária de Sydney na década de 1930, estando envolvida com o Sydney Publishers, Editors and Novelists Club, o Bush Book Club de New South Wales e o Sydney PEN Club. Nos últimos anos, ela parou de escrever e, sofrendo de problemas de saúde, seus últimos onze anos foram passados em uma casa de repouso em Randwick, onde morreu em 1968, aos 82 anos. Ela está enterrada no cemitério de Waverley, nos subúrbios orientais de Sydney, na Austrália.

## Obras literárias

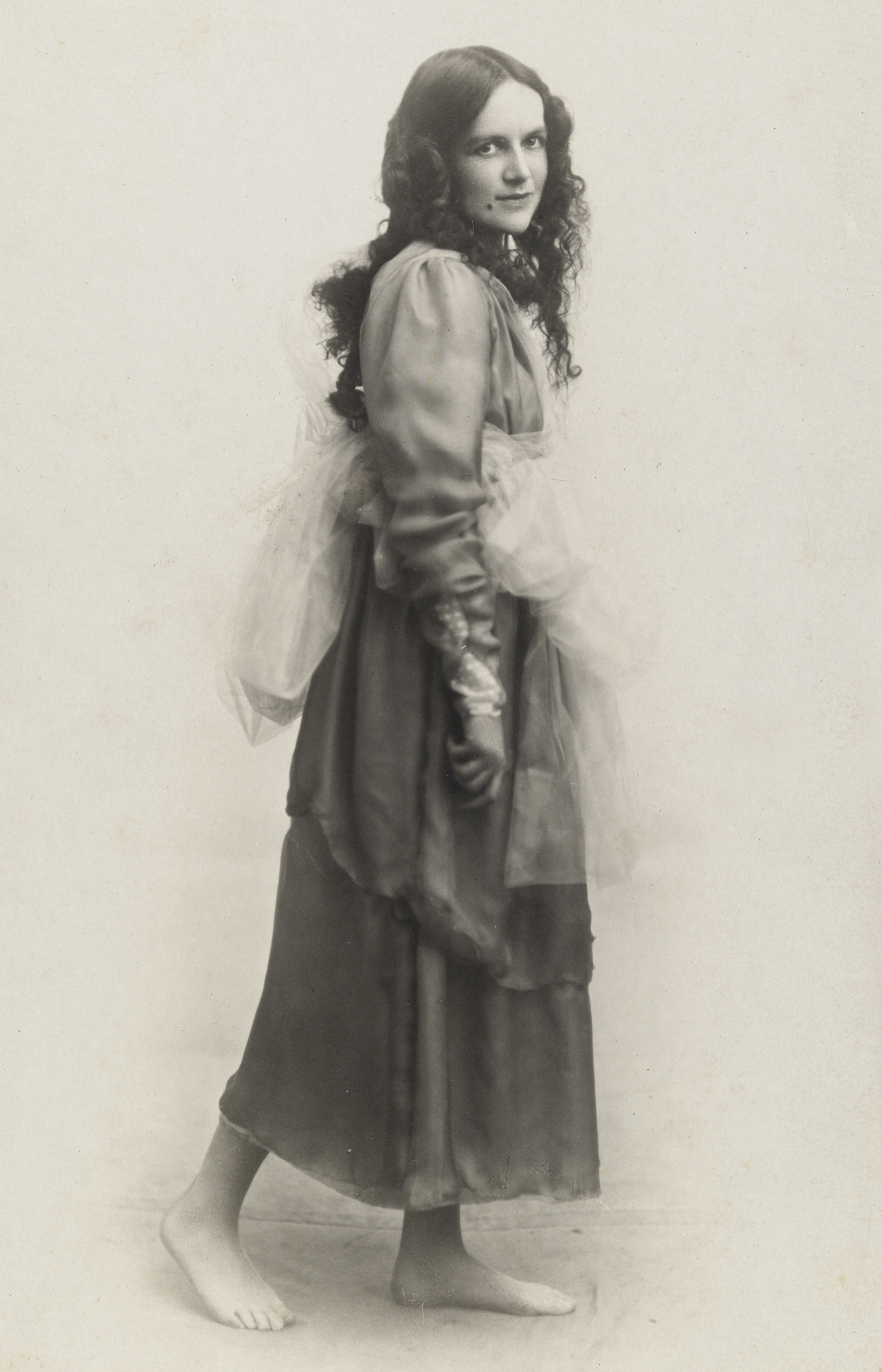
Dorothea Mackellar vestiu-se como uma das Graças para o quadro do Dia da Cruz Vermelha italiana da Sra. T. H. Kelly no Palace Theatre, 20 de junho de 1918

Embora ela tenha sido criada em uma família urbana profissional, a poesia de Mackellar é geralmente considerada a quintessência da poesia bush, inspirada por sua experiência nas fazendas de seus irmãos perto de Gunnedah, no noroeste de New South Wales. Seu poema mais conhecido é My Country, escrito aos 19 anos enquanto estava com saudades de casa na Inglaterra, e publicado pela primeira vez no Londrino Spectator em 1908 sob o título Core of My Heart: a segunda estrofe deste poema está entre as mais conhecidas em Austrália. Quatro volumes de seus versos coletados foram publicados: The Closed Door (publicado em 1911, continha a primeira aparição de My Country); The Witch Maid, and Other Verses (1914); Dreamharbour (1923); e vestido extravagante (1926).
Além de escrever poemas, Mackellar também escreveu romances, um por si mesma, Outlaw's Luck (1913), e pelo menos dois em colaboração com Ruth Bedford. Estes são The Little Blue Devil (1912) e Two's Company (1914). De acordo com Dale Spender, pouco foi escrito ou ainda se sabe sobre as circunstâncias por trás dessa colaboração.

## Legado
Um eleitorado federal cobrindo metade das praias do norte de Sydney foi nomeado em sua homenagem, assim como Mackellar Crescent no subúrbio de Canberra de Cook 
No Dia da Austrália, 26 de janeiro de 1983, um memorial a Dorothea Mackellar foi inaugurado e dedicado no Parque ANZAC, em Gunnedah. A peça central do memorial, uma estátua de Mackellar a cavalo de Dennis Adams, era uma versão temporária de fibra de vidro. A versão finalizada em bronze foi instalada em setembro de 1983.
Em conjunto com a inauguração de janeiro, houve uma exposição de uma série de 34 pinturas em aquarela de Jean Isherwood ilustrando My Country. As aquarelas foram eventualmente colocadas em exibição permanente na Galeria Regional do Bicentenário Gunnedah. Isherwood começou a pintar uma série de óleos baseados nas aquarelas que foram exibidas nas Galerias Artarmon em Sydney em 1986.
Em 1984, Mikie Maas, residente de Gunnedah, criou o "Prêmio de Poesia Dorothea Mackellar", que se tornou uma competição nacional de poesia para estudantes australianos.